# Зеленський Ісаак Абрамович
Ісаак Абрамович Зеленський (22 червня 1890 , Саратов  — 15 березня 1938 , Москва ) — радянський партійний і державний діяч, відповідальний секретар Середньоазіатського бюро ЦК ВКП(б) (1924—1931), 1-й секретар ЦК КП(б) Узбекистану (1929), голова правління Центросоюзу СРСР (1931—1937). Кандидат у члени ЦК ВКП(б) (1921—1922). Член ЦК ВКП(б) (1922—1937). Кандидат у члени Організаційного бюро ЦК РКП(б) з 3 квітня 1922 по 23 травня 1924 року. Кандидат у члени Секретаріату ЦК РКП(б) з 14 червня 1923 по 23 травня 1924 року. Член Організаційного бюро ЦК РКП(б) та секретар ЦК РКП(б) з 2 червня по 20 серпня 1924 року.

## Біографія
Народився 22 червня 1890 року в місті Саратові в єврейській родині кравця. У 1904 році закінчив вище початкове училище в Саратові. З 1905 по лютий 1906 року — хлопчик-учень у майстерні. З лютого по вересень 1906 року працював учнем складача типолітографії Немирова. З вересня 1906 по грудень 1907 року — технічний секретар Спілки робітників-друкарів у Саратові. Учасник російської революції 1905—1907 років, брав участь в страйках.
Член РСДРП з вересня 1906 року, більшовик.
У 1907 році був кооптований у Саратовський комітет РСДРП. З грудня 1907 по березень 1908 року працював конторником контори Єгорова в Саратові.
З березня по вересень 1908 року перебував у Саратовській губернській в'язниці. У вересні 1908 року висланий на адміністративне поселення в Оренбург, де до квітня 1909 року працював робітником у майстерні Шишкіна. З квітня 1909 по вересень 1910 року — картузник у шапкових майстернях Астрахані, Пензи та Оренбурга, де проводив підпільну більшовицьку роботу.
У вересні 1910 року заарештований, до січня 1911 року перебував у Оренбурзькій в'язниці. Висланий на поселення в місто Самару, де продовжив революційну діяльність.
З січня по березень 1911 року — картузник у шапковій майстерні Євелевича в Самарі. У березні — вересні 1911 року — агент паперового магазину в Самарі. З вересня 1911 по лютий 1912 року працював конторником типо-літографії Жданова в Самарі.
У лютому 1912 року заарештований, до вересня 1912 року перебував у Самарській губернській в'язниці. У вересні 1912 року засланий на три роки в Наримський край Томської губернії (Східний Сибір). У липні 1913 року утік із поселення, перебрався до міста Царицина, де був заарештований у жовтні 1913 року і в січні 1914 року знову засланий в село Каргасок Наримського повіту Томської губернії. У червні 1914 року втік із поселення вдруге.
З червня по грудень 1914 року нелегально працював у Самарі. У січні — червні 1915 року — конторник електростанції «Електропередача» в місті Богородськ Московської губернії. З червня по вересень 1915 року — секретар лікарняної каси в Сормово.
У вересні 1915 року заарештований, до травня 1916 року відбував ув'язнення в Олександрівській центральній каторжній в'язниці, у травні 1916 року висланий на вічне поселення в село Качуг Верхоленського повіту Іркутської губернії. У грудні 1916 року знову втік із заслання. У січні 1917 року перебрався в Москву і за підробленими документами працював конторником Московського земського союзу.
З лютого 1917 року — партійний організатор РСДРП(б) Басманного району міста Москви. Активний учасник жовтневого перевороту 1917 року у Москві.
У листопаді 1917 — серпні 1918 року — голова Басманної районної ради міста Москви, член Президії Московської ради робітничих і солдатських депутатів. 24 серпня — 8 жовтня 1918 року — завідувач відділу районів Московської Ради.
У жовтні 1918 — квітні 1920 року — член правління, а з 7 липня 1919 по 8 квітня 1920 року — завідувач продовольчого відділу Московської Ради. З травня 1920 року — член правління Центросоюзу РРФСР.
21 травня — 11 серпня 1920 року — секретар Московського губернського комітету РКП(б).
20 липня — 30 листопада 1920 року — член колегії Народного комісаріату продовольства РРФСР.
У грудні 1920 направлений в місто Семипалатинськ, але незабаром відкликаний до Москви, де працював у Президії Московської ради. З 3 січня по 4 квітня 1921 року — керуючий справами та голова адміністративно-територіальної комісії, заступник голови Президії Московської Ради і Московського губвиконкому.
4 квітня 1921 — 8 серпня 1924 року — відповідальний секретар Московського губернського комітету РКП(б).
Одночасно, 2 червня — 20 серпня 1924 року — секретар ЦК РКП(б).
З червня 1924 року — голова Центральної територіальної комісії із національно-державного розмежування Середньої Азії.
31 листопада 1924 — 23 лютого 1931 року — голова (відповідальний секретар) Середньоазіатського бюро ЦК ВКП(б). Одночасно, з 7 вересня 1925 по 4 червня 1926 року — член Революційної військової ради (РВР) Туркестанського фронту. 
20 червня 1929 — грудень 1929 (офіційно 15 січня 1930) року — 1-й секретар ЦК КП(б) Узбекистану в місті Самарканді.
9 лютого 1931 — серпень 1937 року — голова правління Центросоюзу СРСР і РРФСР. З березня 1936 по серпень 1937 року — член ради Народного комісаріату внутрішньої торгівлі СРСР.
7 серпня 1937 року заарештований органами НКВС СРСР по справі «Антирадянського правотроцькістського центру». 13 березня 1938 року засуджений до вищої міри покарання. Розстріляний 15 березня 1938 року, похований на полігоні Комунарка у Московській області.
Військовою колегією Верховного суду СРСР 15 червня 1959 року Зеленський був реабілітований за відсутністю складу злочину. А 3 липня 1959 року Комісією партійного контролю при ЦК КПРС було відновлено його членство в КПРС.

## Пам'ять
У 1924—1937 роках місто Асака в Узбекистані називалося Зеленськ.